# 北海道道314号白糠停車場線

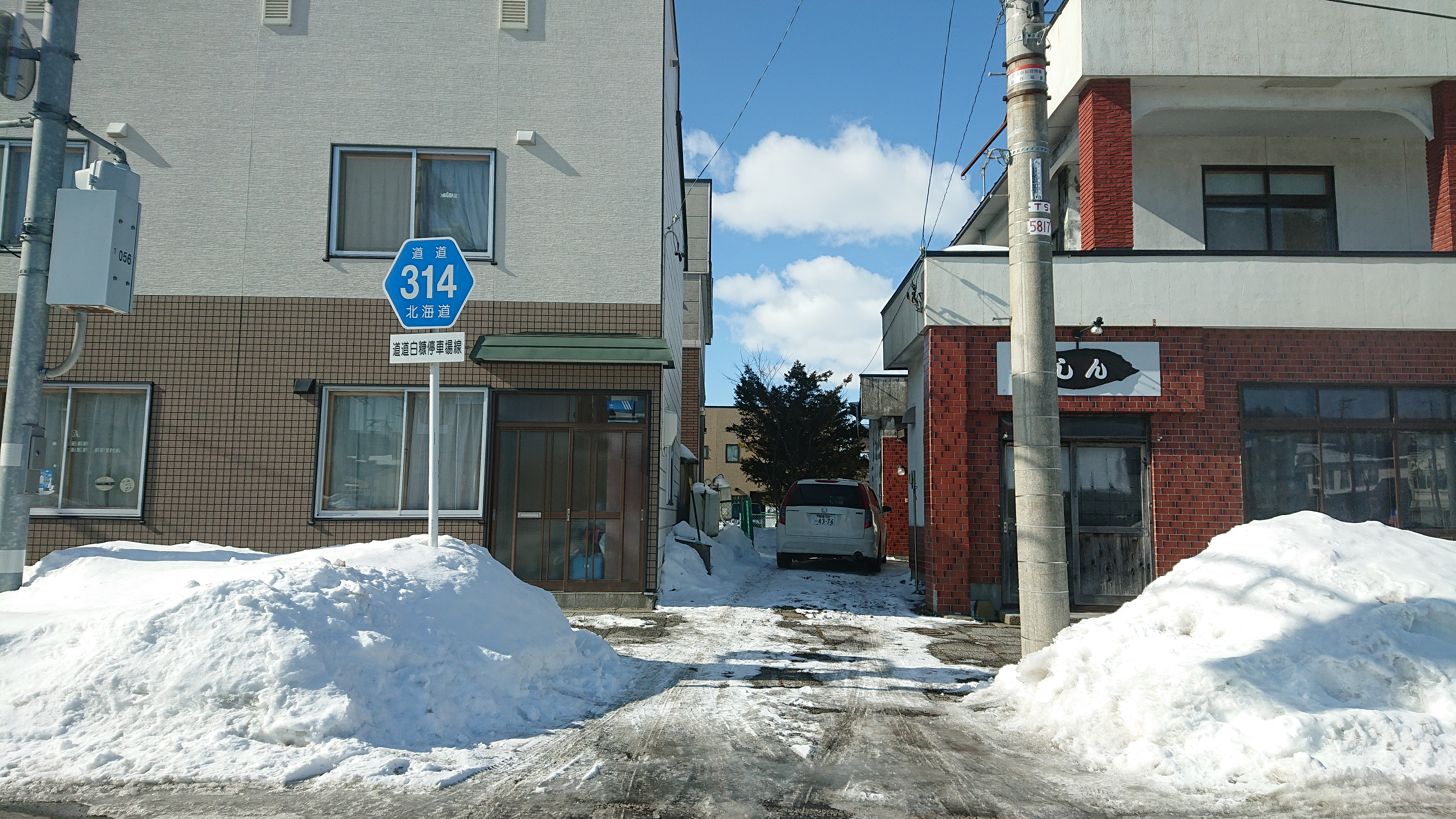
北海道道314号白糠停車場線

北海道道314号白糠停車場線（ほっかいどうどう314ごう しらぬかていしゃじょうせん）は、北海道白糠町内を結ぶ一般道道である。

## 概要

### 路線データ
- 起点：北海道白糠郡白糠町東2条南1丁目（JR北海道 根室本線 白糠駅）
- 終点：北海道白糠郡白糠町東2条南2丁目（国道38号交点）
- 総延長：0.119 km
- 実延長：0.110 km
- 重用延長：0.009 km

### 道路管理者
- 釧路総合振興局 釧路建設管理部 事業課

## 歴史
- 1957年（昭和32年）7月25日 - 287号として路線認定[1]。
- 1994年（平成6年）10月1日 - 路線番号を314号に変更[2]。

## 地理

### 通過する自治体
- 釧路総合振興局
  - 白糠郡白糠町

### 交差する道路
白糠町
- 国道38号 - 東2条南2丁目（終点）